# Beňuš
Beňuš é um município da Eslováquia, situado no distrito de Brezno, na região de Banská Bystrica. Tem 26,78 km² de área e sua população em 2018 foi estimada em 1.162 habitantes.

## Demografia
| Ano:        | 1994 | 2004   | 2014   | 2024   |
| ----------- | ---- | ------ | ------ | ------ |
| Broj ljudi: | 1186 | 1194   | 1170   | 1145   |
| Razlika:    |      | +0,67% | -2,01% | -2,13% |

| Ano:               | 2023 | 2024   |
| ------------------ | ---- | ------ |
| Número de pessoas: | 1148 | 1145   |
| Diferença:         |      | -0,26% |